# Province de Bắc Ninh
Bắc Ninh est une province du nord du Viêt Nam, située dans la région du delta du Fleuve Rouge (Đồng bằng sông Hồng). Sa capitale est la ville de Bắc Ninh.

## Administration

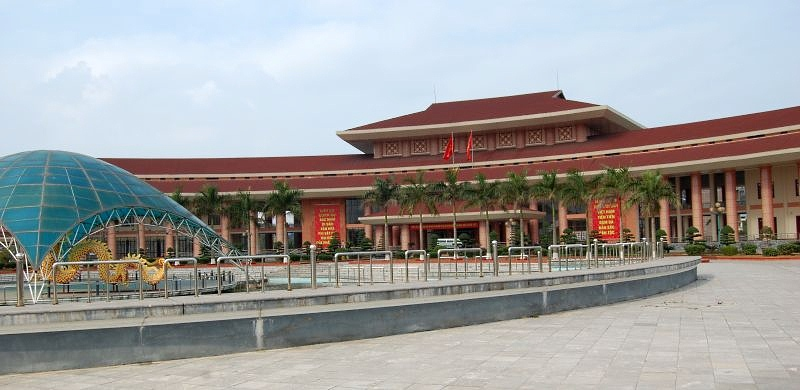
Centre culturel de Kinh Bac.

La Province de Bắc Ninh est composée de la ville de Bắc Ninh et des districts suivants:
- Gia Bình
- Lương Tài
- Quế Võ
- Thuận Thành
- Tiên Du
- Từ Sơn
- Yên Phong

## Personnalités liées
- Nguyễn Quảng Tuân (1925-), écrivain, y est né
- Vũ Miên (1718-1782), grand chancellor[2],[3],[4] du Đại Việt
- Lý Thái Tổ (974-1028), le roi du Đại Cồ Việt